# Benjamin Eastman
Benjamin Eastman (Estados Unidos, 19 de julio de 1911-6 de octubre de 2002) fue un atleta estadounidense, especialista en la prueba de 400 m en la que llegó a ser subcampeón olímpico en 1932.

## Carrera deportiva
En los JJ. OO. de Los Ángeles 1932 ganó la medalla de plata en los 400 metros, corriéndolos en un tiempo de 46.4 segundos, llegando a meta tras su compatriota Bill Carr (oro con 46.2 s) y por delante del canadiense Alex Wilson.